# Garbelli (famiglia)
Garbelli fu una nobile famiglia bresciana, ascritta al patriziato bresciano, possedette il Castello di Bornato.

## Storia
Le prime notizie riguardanti questa famiglia sono incerte, si sa comunque per certo che essa trae le proprie origini da un tale Anderbono "de Garbellis del Ulmo", che visse a Brescia nel 1434. La famiglia compare tra le pagine dell'elenco del Beaziano, redatto nel 1684, in cui risultano presenti con la qualifica di patrizi bresciani. Si ritiene dunque che essi entrarono a far parte del patriziato precedentemente a tale data, anche se non è certo l'anno esatto in cui vennero ammessi al consiglio patrizio di Brescia.
Sulla metà del XVIII secolo, una Giulia Bornati, probabilmente ultima di un ramo di tale famiglia, sposò un Garbelli, portando con sé una enorme dote, comprensiva del Castello di Bornato, e di vasti possedimenti terrieri nella zona circostante.

### Eredità dei Gandini
Giulia Gandini, ultima esponente della famiglia dei Gandini, sposò il nobile Filippo Garbelli, portando grande parte del prezioso patrimonio familiare in dote alla nobile famiglia Garbelli.
Queste doti, ricevute dalla famiglia Bornati e Gandini, aumentarono considerevolmente il patrimonio familiare, che se fino ad allora era in linea con quello degli altri piccoli nobili cittadini, divenne, grazie a questo incremento, paragonabile a quello delle più importanti famiglie nobili bresciane elevando dunque il rango familiare da piccola nobiltà cittadina a grandi possidenti terrieri.

### Eredità ai Mondella
Prima della fine del XVIII secolo Cecilia Garbelli andò in sposa al nobile Luigi II Mondella, i cui nipoti ricevettero poi, in eredità, il prezioso castello di Bornato e alcune proprietà fondiarie tra cui una collinetta poco distante dal castello che venne da allora conosciuta come "Tesa Mondella". I Mondella ebbero accesso alla ricchissima eredità dei Garbelli essendo essi gli unici discendenti rimasti della famiglia, seppur per linea femminile. Le proprietà di Bornato dei Garbelli toccarono dunque, sotto rinuncia del fratello maggiore Luigi IV, al minore, Gerolamo Mondella, figlio di Antionio. Gerolamo fu tanto ricco quanto sfortunato, nel XIX secolo, perdette il suddetto castello in una partita di carte, e diseredato dal padre, fu costretto a trasferirsi a Milano dando origine al ramo cadetto dei Mondella di Milano, ormai estinto.

### Opere a favore della Chiesa Cattolica
Nel 1674 la famiglia Garbelli aveva ottenne l’autorizzazione a far edificare una nuova chiesa, dedicata a san Francesco, a Lograto in sostituzione del primitivo oratorio ormai fatiscente e incapace di contenere la popolazione che, abitando lontano dalla chiesa curata, affluiva ad esso.

## Personaggi illustri
Degnissimo di nota, tra tutti i membri della famiglia Garbelli, fu, senza dubbio, il nobile abate Filippo Garbelli. Egli, figlio di Giovanni Francesco II e della nobile Laura Medici, venne nominato direttamente dal sommo pontefice Innocenzo XII abate dell'abbazia di Pontevico e investito dei beni della predetta abbazia direttamente dal doge Silvestro Valier. Per le sue benemerenze sacerdotali, il G. fu poi elevato alla dignità di protonotaro apostolico. Grazie alla vastità del suo sapere, divenne membro dell'Accademia ecclesiastica o collegio vescovile e socio della Colonia Cenomana, due note accademie bresciane istituite la prima nel 1715 e la seconda nel 1716 da Giovanni Francesco Barbarigo, vescovo di Brescia. Rinunciò all'invito personale dell'imperatore Carlo VI, di recarsi a Vienna al fine di porre le basi per l'ordinamento scolastico della città; scrisse comunque un manuale in latino da inviare all'imperatore come supporto per la creazione di tali basi scolastiche.

## Estinzione
La famiglia Garbelli si estinse nel corso del XIX secolo nei tre fratelli Alessandro, Filippo e Vittorio Garbelli nessuno dei quali si sposò mai.

## Albero genealogico
|                                               |                                               |                                                 |                                                   |                                                        |                                                                            |                                                                                         |                                                                                         |                                           |                                           |
|                                               |                                               |                                                 |                                                   |                                                        |                                                                            |                                                                                         | Antonio †1486                                                                           |                                           |                                           |
|                                               |                                               |                                                 |                                                   |                                                        |                                                                            |                                                                                         |                                                                                         |                                           |                                           |
|                                               |                                               |                                                 |                                                   |                                                        |                                                                            |                                                                                         |                                                                                         |                                           |                                           |
|                                               |                                               |                                                 |                                                   |                                                        |                                                                            |                                                                                         | Giacomo †1498                                                                           |                                           |                                           |
|                                               |                                               |                                                 |                                                   |                                                        |                                                                            |                                                                                         |                                                                                         |                                           |                                           |
|                                               |                                               |                                                 |                                                   |                                                        |                                                                            |                                                                                         |                                                                                         |                                           |                                           |
|                                               |                                               |                                                 |                                                   |                                                        |                                                                            |                                                                                         | Pasino                                                                                  |                                           |                                           |
|                                               |                                               |                                                 |                                                   |                                                        |                                                                            |                                                                                         |                                                                                         |                                           |                                           |
|                                               |                                               |                                                 |                                                   |                                                        |                                                                            |                                                                                         |                                                                                         |                                           |                                           |
|                                               |                                               |                                                 |                                                   |                                                        |                                                                            |                                                                                         | Bernardino                                                                              |                                           |                                           |
|                                               |                                               |                                                 |                                                   |                                                        |                                                                            |                                                                                         |                                                                                         |                                           |                                           |
|                                               |                                               |                                                 |                                                   |                                                        |                                                                            |                                                                                         |                                                                                         |                                           |                                           |
|                                               |                                               |                                                 |                                                   |                                                        |                                                                            |                                                                                         | Bono                                                                                    |                                           |                                           |
|                                               |                                               |                                                 |                                                   |                                                        |                                                                            |                                                                                         |                                                                                         |                                           |                                           |
|                                               |                                               |                                                 |                                                   |                                                        |                                                                            |                                                                                         |                                                                                         |                                           |                                           |
|                                               |                                               |                                                 |                                                   |                                                        |                                                                            |                                                                                         | Giovanni Francesco sposa la nob. Laura Emili                                            |                                           |                                           |
|                                               |                                               |                                                 |                                                   |                                                        |                                                                            |                                                                                         |                                                                                         |                                           |                                           |
|                                               |                                               |                                                 |                                                   |                                                        |                                                                            |                                                                                         |                                                                                         |                                           |                                           |
|                                               |                                               |                                                 |                                                   |                                                        |                                                                            | Vincenzo *1601†?                                                                        | Vincenzo *1601†?                                                                        | Ludovica sposa il nob. Camillo Ugoni      | Ludovica sposa il nob. Camillo Ugoni      |
|                                               |                                               |                                                 |                                                   |                                                        |                                                                            |                                                                                         |                                                                                         |                                           |                                           |
|                                               |                                               |                                                 |                                                   |                                                        |                                                                            |                                                                                         |                                                                                         |                                           |                                           |
|                                               |                                               |                                                 |                                                   | Giovanni Francesco II *1635 sposa la nob. Laura Medici | Giovanni Francesco II *1635 sposa la nob. Laura Medici                     | Scipione Canonico della cattedrale di Brescia e dottore in Teologia, abate di Pontevico | Scipione Canonico della cattedrale di Brescia e dottore in Teologia, abate di Pontevico | Cecilia sposa il nobile Luigi II Mondella | Cecilia sposa il nobile Luigi II Mondella |
|                                               |                                               |                                                 |                                                   |                                                        |                                                                            |                                                                                         |                                                                                         |                                           |                                           |
|                                               |                                               |                                                 |                                                   |                                                        |                                                                            |                                                                                         |                                                                                         |                                           |                                           |
|                                               |                                               |                                                 | Gabriele *1765 sposa la nob. Caterina Gambara     | Gabriele *1765 sposa la nob. Caterina Gambara          | Filippo *1674 †1750 abate dell'abbazzia di Pontevico, come lo zio Scipione | Filippo *1674 †1750 abate dell'abbazzia di Pontevico, come lo zio Scipione              |                                                                                         |                                           |                                           |
|                                               |                                               |                                                 |                                                   |                                                        |                                                                            |                                                                                         |                                                                                         |                                           |                                           |
|                                               |                                               |                                                 |                                                   |                                                        |                                                                            |                                                                                         |                                                                                         |                                           |                                           |
|                                               |                                               |                                                 | Scipione *1728 sposa la nob. Paola Bona           |                                                        |                                                                            |                                                                                         |                                                                                         |                                           |                                           |
|                                               |                                               |                                                 |                                                   |                                                        |                                                                            |                                                                                         |                                                                                         |                                           |                                           |
|                                               |                                               |                                                 |                                                   |                                                        |                                                                            |                                                                                         |                                                                                         |                                           |                                           |
|                                               |                                               |                                                 | Filippo sposa la nob. Giulia Gandini              |                                                        |                                                                            |                                                                                         |                                                                                         |                                           |                                           |
|                                               |                                               |                                                 |                                                   |                                                        |                                                                            |                                                                                         |                                                                                         |                                           |                                           |
|                                               |                                               |                                                 |                                                   |                                                        |                                                                            |                                                                                         |                                                                                         |                                           |                                           |
|                                               |                                               |                                                 | Pietro *1803 †1875 sposa la nob. Caterina Carrara |                                                        |                                                                            |                                                                                         |                                                                                         |                                           |                                           |
|                                               |                                               |                                                 |                                                   |                                                        |                                                                            |                                                                                         |                                                                                         |                                           |                                           |
|                                               |                                               |                                                 |                                                   |                                                        |                                                                            |                                                                                         |                                                                                         |                                           |                                           |
| Avv. Alessandro *1848 †1921 senza discendenza | Avv. Alessandro *1848 †1921 senza discendenza | Professor Filippo *1853 †1923 senza discendenza | Professor Filippo *1853 †1923 senza discendenza   | Enrico *1855 †1867 senza discendenza                   | Enrico *1855 †1867 senza discendenza                                       | Vittorio *1859 †1907 senza discendenza                                                  | Vittorio *1859 †1907 senza discendenza                                                  |                                           |                                           |